# Stockholm Open 2019
Stockholm Open 2019,  oficiálně se jménem sponzora Intrum Stockholm Open 2019, byl tenisový turnaj pořádaný jako součást mužského okruhu ATP Tour, který se hrál na krytých dvorcích s tvrdým povrchem v aréně Kungliga tennishallen. Probíhal mezi 14. až 20. říjnem 2019 ve švédské metropoli Stockholmu jako padesátý první ročník turnaje.
Turnaj s celkovým rozpočtem 711 275 eur patřil do kategorie ATP Tour 250. Nejvýše nasazeným hráčem ve dvouhře se stal dvanáctý tenista světa Fabio Fognini z Itálie, který ve druhém kole uhrál jen dva gemy na Janka Tipsareviće. Jako poslední přímý účastník do hlavní singlové soutěže nastoupil 92. hráč žebříčku Kanaďan Brayden Schnur.
Premiérové turnajové vítězství na okruhu ATP Tour vybojoval 20letý Kanaďan Denis Shapovalov, který vylepšil své maximum, když ze sedmi předchozích semifinále odešel vždy poražen. Deblovou trofej si odvezl finsko-francouzský pár Henri Kontinen a Édouard Roger-Vasselin, jehož členové odehráli první společně turnaj.

## Rozdělení bodů a finančních odměn

### Rozdělení bodů
| Soutěž  | vítězové | finalisté | semifinalisté | čtvrtfinalisté | 16 v kole | 32 v kole | Q  | Q2 | Q1 |
| ------- | -------- | --------- | ------------- | -------------- | --------- | --------- | -- | -- | -- |
| dvouhra | 250      | 150       | 90            | 45             | 20        | 0         | 12 | 6  | 0  |
| čtyřhra | 250      | 150       | 90            | 45             | 0         | —         | —  | —  | —  |

### Finanční odměny
| Soutěž                              | vítězové  | finalisté | semifinalisté | čtvrtfinalisté | 16 v kole | 32 v kole | Q2      | Q1      |
| ----------------------------------- | --------- | --------- | ------------- | -------------- | --------- | --------- | ------- | ------- |
| dvouhra                             | 109 590 € | 59 255 €  | 32 730 €      | 18 590 €       | 10 695 €  | 6 405 €   | 3 100 € | 1 550 € |
| čtyřhra                             | 35 960 €  | 8 430 €   | 9 990 €       | 5 720 €        | 3 340 €   | —         | —       | —       |
| částka ve čtyřhře je uvedena na pár |           |           |               |                |           |           |         |         |

## Dvouhra

### Nasazení hráčů
| Země                         | Hráč                | ATP | Nasazení |
| ---------------------------- | ------------------- | --- | -------- |
| Itálie                       | Fabio Fognini       | 12. | 1.       |
| Bulharsko                    | Grigor Dimitrov     | 27. | 2.       |
| USA                          | Taylor Fritz        | 29. | 3.       |
| Kanada                       | Denis Shapovalov    | 36. | 4.       |
| Španělsko                    | Pablo Carreño Busta | 37. | 5.       |
| USA                          | Reilly Opelka       | 40. | 6.       |
| Španělsko                    | Fernando Verdasco   | 41. | 7.       |
| Spojené království           | Dan Evans           | 43. | 8.       |
| Žebříček ATP k 7. říjnu 2019 |                     |     |          |

### Jiné formy účasti na turnaji
Následující hráči obdrželi divokou kartu do hlavní soutěže:
- Grigor Dimitrov
- Elias Ymer
- Mikael Ymer

Následující hráč nastoupil do hlavní soutěže pod žebříčkovou ochranou:
- Janko Tipsarević

Následující hráči postoupili z kvalifikace:
- Dennis Novak
- Tommy Paul
- Alexei Popyrin
- Cedrik-Marcel Stebe

Následující hráč postoupil z kvalifikace jako tzv. šťastní poražení:
- Gianluca Mager
- Oscar Otte
- Júiči Sugita

### Odhlášení
před začátkem turnaje
- Marco Cecchinato → nahradil jej  Stefano Travaglia
- Márton Fucsovics → nahradil jej  Oscar Otte
- Tommy Paul → nahradil jej  Gianluca Mager
- Juan Martín del Potro → nahradil jej  Janko Tipsarević
- Lucas Pouille → nahradil jej  Brayden Schnur
- Fernando Verdasco → nahradil jej  Júiči Sugita

## Čtyřhra

### Nasazení párů
| Země                                                                     | Hráč              | Země      | Hráč           | ATP | Nasazení |
| ------------------------------------------------------------------------ | ----------------- | --------- | -------------- | --- | -------- |
| Nizozemsko                                                               | Jean-Julien Rojer | Rumunsko  | Horia Tecău    | 39. | 1        |
| Chorvatsko                                                               | Ivan Dodig        | Slovensko | Filip Polášek  | 43. | 2.       |
| Chorvatsko                                                               | Mate Pavić        | Brazílie  | Bruno Soares   | 44. | 3.       |
| Nizozemsko                                                               | Wesley Koolhof    | Francie   | Fabrice Martin | 47. | 4.       |
| Žebříček ATP k 7. říjnu 2019; číslo je součtem postavení obou členů páru |                   |           |                |     |          |

### Jiné formy účasti
Následující páry obdržely divokou kartu do hlavní soutěže:
- André Göransson /  Nathaniel Lammons
- Elias Ymer /  Mikael Ymer

## Přehled finále

### Mužská dvouhra
- Denis Shapovalov vs.  Filip Krajinović, 6–4, 6–4

### Mužská čtyřhra
- Henri Kontinen /  Édouard Roger-Vasselin vs.  Mate Pavić  /  Bruno Soares, 6–4, 6–2